# Pulicidae
Pulicidae é uma família de pulgas pertencente à ordem dos Siphonaptera (sifonápteros). Conhecem-se entre 160 a 185 espécies de Pilicidae, incluíndo a espécie portadora da bactéria da peste (Xenopsylla cheopis). Os hospedeiros mais comuns das pulgas desta família são os roedores, os hiracoídeos e os lagomorfos.